# Cédric Butti
Cédric Butti (* 23. Juli 1999) ist ein Schweizer BMX-Rennfahrer.

## Sportlicher Werdegang
Butti stammt aus Herdern im Thurgau und begann mit fünf Jahren das BMX-Fahren. Als Junior gewann er 2016 Medaillen bei Welt-, Europa- und Schweizer Meisterschaften; 2017 gelang ihm sogar der Gewinn aller drei Wettkämpfe.
In der Elite hatte er 2021 einen Durchbruch: Beim Weltcup stand er im Rennen von Bogotá erstmals im Finale und belegte bei dieser Gelegenheit den zweiten Platz. Insgesamt erreichte er das Finale in fünf von acht Weltcup-Läufen jener Saison und war in der Gesamtwertung Fünfter. Im Juli 2021 gewann er die U23-Europameisterschaften. Bei den Olympischen Spielen des Jahres war er als Reservefahrer für David Graf oder Simon Marquart nominiert, kam aber nicht zum Einsatz.
2022 wurde er erstmals Schweizer Meister in der Elite, dazu Vize-Europameister. Im Weltcup 2024 hatte er zwar keinen Sieg vorzuweisen, aber mehrere Podiumsplätze; im Saisonfinale verpasste er den Gesamtsieg nur knapp hinter Izaac Kennedy. Butti vertrat die Schweiz mehrfach bei den BMX-Rennsport-Weltmeisterschaften; seine beste Platzierung war der neunte Platz 2021.

## Erfolge
2016
 Schweizer Meister (Junioren)
 Europameisterschaften (Junioren)
 Weltmeisterschaften (Junioren)
2017
 Schweizer Meister (Junioren)
 Europameister (Junioren)
 Weltmeister (Junioren)
2021
 Europameister (U23)
2022
 Schweizer Meister
 Europameisterschaften
2023
 Europameisterschaften – Mannschaftszeitfahren
2024
 Europameisterschaften